# Чарлз Елдон Брейді
Чарльз Елдон Брейді-молодший (англ. Charles Eldon Brady, Jr; 12 серпня 1951, Пайнхерст, штат Північна Кароліна, США — 23 липня 2006 року, Острів Оркас, штат Вашингтон, США) — американський астронавт. Здійснив один космічний політ STS-78 тривалістю 16 діб 21 год 48 хвилин 31 секунда.

## Освіта
- 1969 року — закінчив середню школу міста Норт-Мур (англ. North Moore High School).
- 1975 року — закінчивши Медичну школу Університету Дьюка в місті Дерхем (штат Північна Кароліна), отримав ступінь доктора медицини. Інтернатуру проходив у місті Ноксвілл в Госпіталі Університету Теннессі (англ. University of Tennessee Hospital)

## Професійна діяльність
- У 1978 році працював спортивним лікарем в Університеті штату Айова (англ. Iowa State University).
- З 1979 по 1986 рр. мав сімейну практику, а також працював спортивним лікарем в Університеті Північної Кароліни — місто Чапел-Хілл, а потім в Східно-Каролінському Університеті (англ. East Carolina University), місто Грінвілл (англ. Greenville).

## Військова кар'єра
- У 1986 році, вступивши до лав ВМС США, на авіастанції ВМС Пенсакола[en]), штат Флорида, пройшов підготовку як льотний лікар у Інституті аерокосмічної медицини ВМС (англ. Naval Aerospace Medical Institute)
- В червні 1986 року відправився служити в друге авіакрило (англ. Carrier Air Wing Two) на авіаносець Рейнджер.
- У 1987 році став найкращим лікарем року в ВМС США.
- З 1988 по 1990 рік літав в складі пілотажної групи ВМС «Блакитні ангели».
- З 1990 по 1992 рік проходив службу у складі 129-ї тактичної ескадрильї радіоелектронної протидії (англ. Tactical Electronic Warfare Squadron 129) (VAQ-129).

## Космічний політ
- З 20 червня по 7 липня 1996 здійснив свій єдиний космічний політ як фахівець польоту у складі екіпажу місії Колумбія STS-78. Став 351-ю людиною і 224-м астронавтом США в космосі. Тривалість польоту склала 16 діб 21 год 48 хвилин 31 секунду, ставши рекордною для польотів шатлів на той момент.
- У 2001 році покинув НАСА і повернувся у ВМС, де проходив службу як льотний лікар на авіастанції Уідбі у штаті Вашингтон.